# Sabil Hansen
Sabil Osman Hansen (* 4. November 2005) ist ein dänischer Fußballspieler. 
Er spielt auf der Position des Innenverteidigers und derzeit für Randers FC. Zudem ist Hansen auch Teil des Kaders der Nachwuchsnationalmannschaft seines skandinavischen Herkunftslandes.

## Karriere

### Laufbahn im Verein
Sabil Hansen spielte bis Sommer 2022 in der dänischen Hauptstadt Kopenhagen bei B.93 Kopenhagen, bevor er in die Jugendabteilung von Randers FC wechselte. Am 22. Mai 2023 gab er im Alter von 17 Jahren beim 1:3 beim FC Nordsjælland sein Profidebüt in der Superliga. Im Sommer 2023 rückte er in die Profimannschaft auf und erhielt einen Dreijahresvertrag.

### Nationalmannschaft
Im November 2024 gehörte Sabil Hansen bei den Testspielen im spanischen Marbella (Andalusien) gegen Frankreich und Südkorea zum Kader der dänischen U20-Nationalmannschaft, kam allerdings nicht zum Einsatz.